# Летичів
Лети́чів — селище в Україні, центр Летичівської селищної територіальної громади. Розташоване у Хмельницькому районі Хмельницької області.
Через селище проходить автошлях Ужгород—Тернопіль—Кропивницький—Донецьк (E50). Тут знаходяться хлібзавод, завод будматеріалів.

## Географія
Селище розташоване при впадінні річки Вовк у Південний Буг, за 33 км від залізничної станції Деражня на лінії Гречани—Жмеринка-Подільська і 51 км від обласного центру Хмельницький.

### Клімат

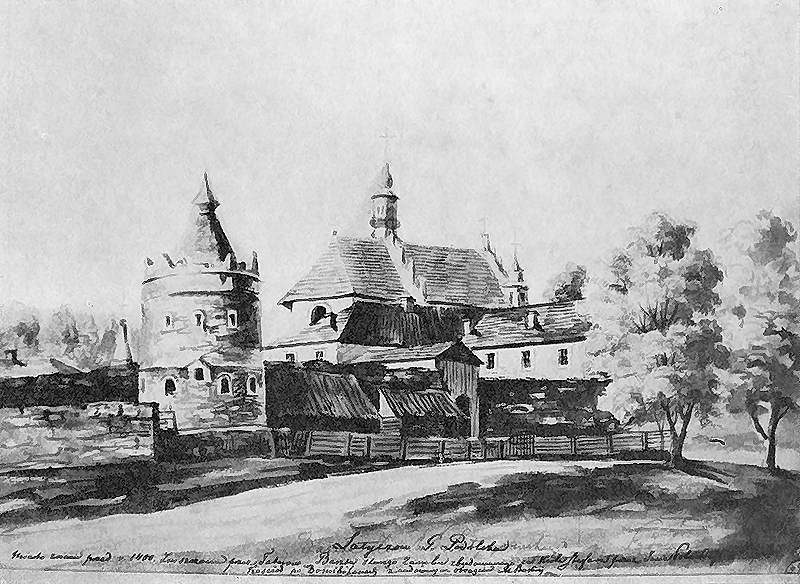
Летичівський замок; рисунок Наполеона Орди

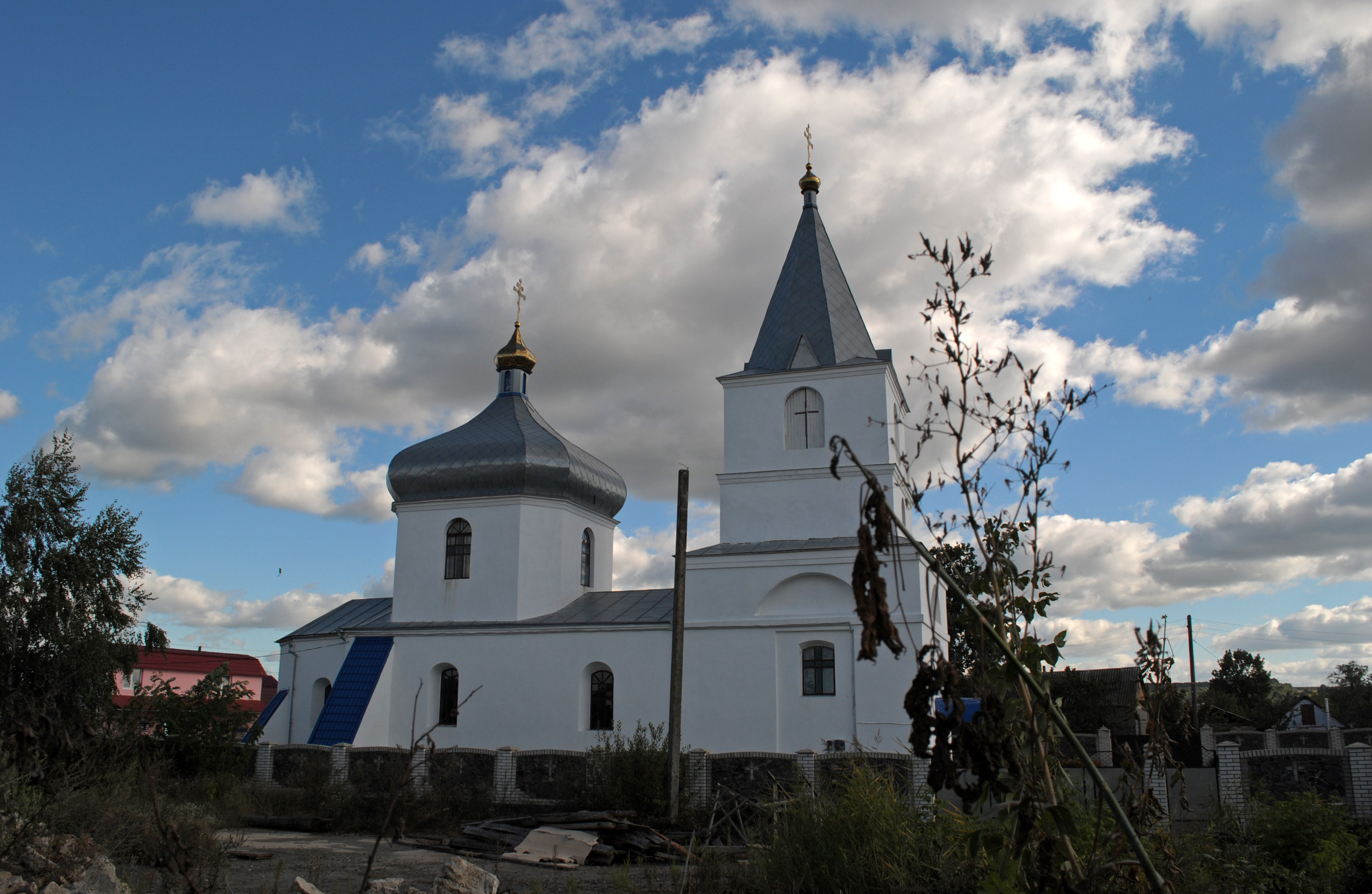
Михайлівська церква. Верхи (неавтентичні), поставлені в «московському стилі»

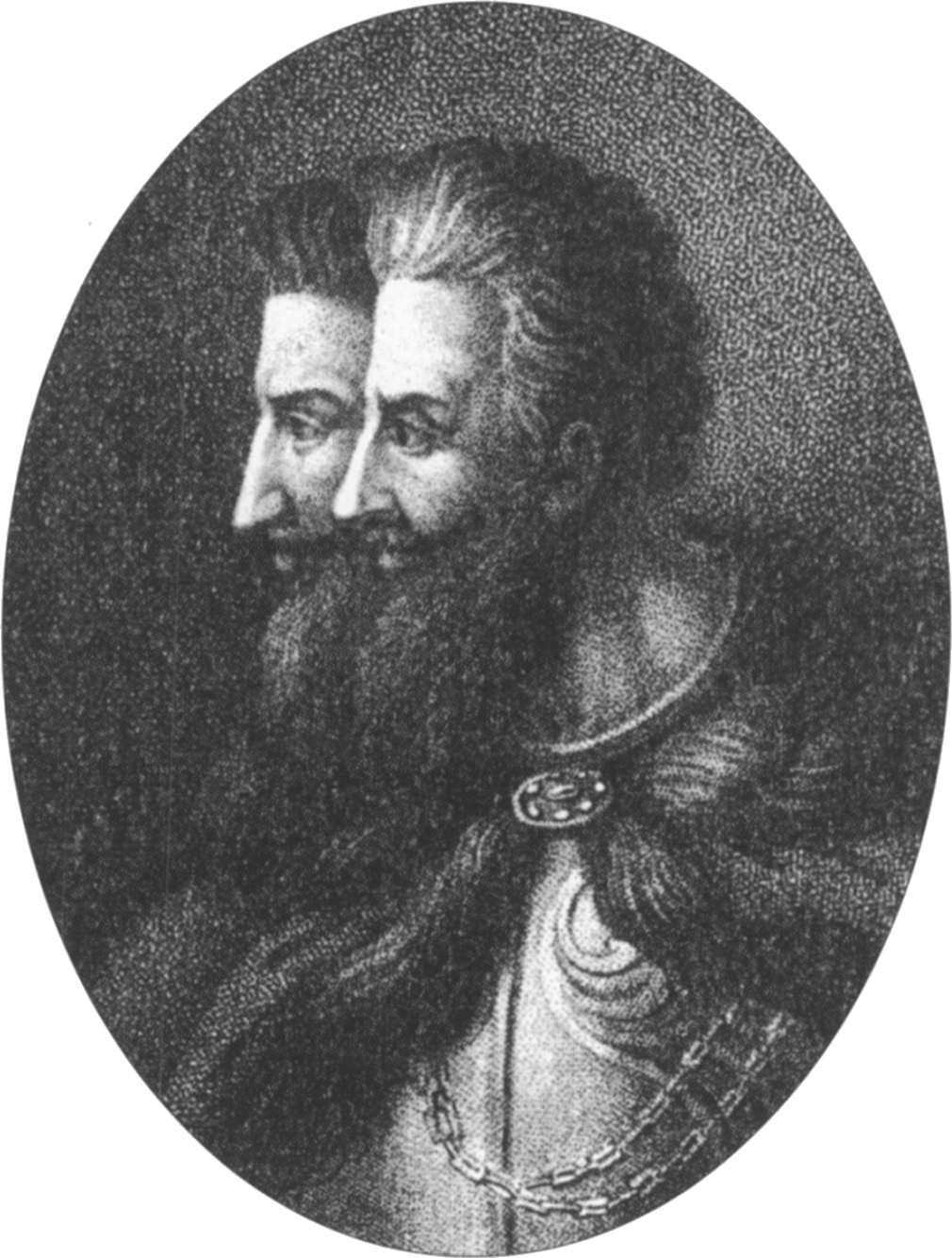
Будівничий замку Ян Потоцький з братом Якубом

| Клімат Летичева         | Клімат Летичева | Клімат Летичева | Клімат Летичева | Клімат Летичева | Клімат Летичева | Клімат Летичева | Клімат Летичева | Клімат Летичева | Клімат Летичева | Клімат Летичева | Клімат Летичева | Клімат Летичева | Клімат Летичева |
| Показник                | Січ.            | Лют.            | Бер.            | Квіт.           | Трав.           | Черв.           | Лип.            | Серп.           | Вер.            | Жовт.           | Лист.           | Груд.           | Рік             |
| Середній максимум, °C   | −1              | 0               | 6               | 14              | 20              | 22              | 24              | 23              | 18              | 12              | 5               | 0               | 10              |
| Середня температура, °C | −4              | −3              | 1               | 9               | 15              | 17              | 19              | 18              | 13              | 8               | 2               | −3              | 5               |
| Середній мінімум, °C    | −7              | −7              | −2              | 3               | 9               | 12              | 14              | 12              | 8               | 3               | −1              | −5              | 0               |
| Норма опадів, мм        | 6.9             | 8.5             | 15.1            | 31.9            | 46.1            | 75.0            | 70.4            | 49.4            | 42.7            | 28.0            | 19.7            | 11.2            | 404.9           |
| Днів з опадами          | 4,7             | 4,2             | 4,9             | 6,4             | 8,4             | 10,2            | 10,2            | 7,5             | 6,4             | 5,4             | 5,2             | 5,2             | 78,7            |
| Днів з дощем            | 3,9             | 3,1             | 4               | 6,1             | 8,4             | 10,2            | 10,2            | 7,5             | 6,3             | 5,2             | 4,5             | 4,2             | 72,7            |
| Днів зі снігом          | 0,9             | 1,1             | 0,8             | 0,3             | 0               | 0               | 0               | 0               | 0               | 0,2             | 0,7             | 1               | 5               |
| ----------------------- | --------------- | --------------- | --------------- | --------------- | --------------- | --------------- | --------------- | --------------- | --------------- | --------------- | --------------- | --------------- | --------------- |
| Джерело: Weather Spark  |                 |                 |                 |                 |                 |                 |                 |                 |                 |                 |                 |                 |                 |

## Назва
Спочатку місто мало назву Лещин і було розташоване на лівому березі річки, там де знаходився дерев'яний костьол. Після знищення міста татарами воно було відбудоване на правому березі річки i мало назву — Летичів.
Етимологічний словник топонімів України (ред. В. Лучик) вказує на походження назви міста від прізвища Летич з основою поширеного в Західній Україні імені Лета й наводить попередні версії: Летичев (1378), Lathiczow (1446), Letyczow (1493), Latyczow (1548), Leticzow (1630—1650),
Летичевъ (1653), Лятичів (1926), Летичів (1938).

## Герб
Герб місту був наданий або підтверджений Стефаном Баторієм (1533—1586). В блакитному полі був зображений срібний вовк. В 1796 був підтверджений старий герб Летичева.

## Історія
Територія, де зараз знаходиться селище, була заселена людьми досить давно. Свідченням цього стали виявлені тут археологічні знахідки — керамічні вироби та знаряддя праці часів трипільської культури, доби бронзи, рештки поселень ранньослов'янського часу.
У XII—XIII століттях ці землі входили до складу Болохівської землі та Галицько-Волинського князівства.
Перша згадка про Летичів в письмових джерелах датується 1265 роком.
У 1362 році землі, де знаходиться Летичів, надійшли у власність Коріатовичів. Саме за їх панування у Летичеві для оборони від татар було збудовано фортецю, перші згадки про яку датуються 1411 роком.
У 1429 році Летичів отримав статус міста. В 1430 році в місті вже існував костьол.
Після того, як Західне Поділля у 1434 році опинилось під польським пануванням, місто увійшло до складу королівських маєтностей.
За часів Речі Посполитої місто Летичів було городовим та центром найбільшого повіту Подільського воєводства. Кордон Летичівського повіту проходив по річках Ушиця, Калюсик, Морахва (Мурафа).
У 1466 році польським королем Казимиром IV Ягеллончиком місту було надане магдебурзьке право. У XV столітті Летичів залишався ареною боротьби литовців з поляками.

### Подільське воєводство(1434—1793)
Летичів був розташований на Чорному шляху, яким завжди нападали татари, тому місто часто було повністю знищене.
Летичівський замок був серед подільських замків найчастіше поруйнований татарами. Особливого спустошення місто зазнало у 1453, 1516, 1558, 1567 роках.
Так у 15 столітті місто було повністю знищене, після чого кам'янецький каштелян та подільський воєвода Теодорик Бучацький-Язловецький до 1450 року відбудував його наново. Теодорик Бучацький надав Петрові з Кільчина війтівство та поклав на нього обов'язок відбудувати місто. Пізніше подільський воєвода Станіслав з Ходча в 1466 році підтвердив цю грамоту Петрові з Кільчина та надав йому 4 вільні лани, млин на річці Ольшанці, кожний третій динар з чиншу тощо.
Аби місто відновлювалося після цих набігів, уряд у 1537, 1549 та 1579 роках підтверджував старі привілеї та призначав нові: зокрема, було встановлено ярмарки. Летичівський магістрат складався в той час з двох радників, одного війта, двох бургомістрів, двох лавників, двох присяжних, які щороку обиралися.
Невдовзі після цього місто знову було знищене татарами. В 1548, щоб сприяти піднесенню міста Сигізмунд II Август надає йому звільнення податків на 10 років, а також дозволив містянам звільнитися з-під зверхності старостів Летичівського замку та встановити власний суд. Тоді ж місту були надані обширі землі і хутори Згару. До міста тоді належали три передмістя, які пізніше були відокремлені і становили окремі поселення. Цими передмістями були Заволоч — старе місто Летичева (за люстрацією 1569), Залетичівка, Замурче.
У 1570 році, через три роки після чергового розорення татарами в місті було всього 178 будинків, людей свободних — 31, які мали свободи на 3 роки; 7 служебників для відвезення листів.
Щоб запобігти подальшому руйнуванню міста татарами кам'янецький староста Ян Потоцький власним коштом вибудував в Летичеві замок — дерев'яно-земляний, який вже був, замінено на кам'яний (роботи були завершені у 1598 році). В 1600 в Летичеві був закладений домініканський монастир з костелом.
У 1601 році Летичів став повітовим містом, Летичівський повіт був відокремлений від Кам'янецького, кордон проходив по річці Ушиця.
Населення Летичева складалося із трьох національних общин — української, польської та єврейської. Від XVI та до середини XIX століття значну роль у житті міста відігравали цехи, вироби яких мали попит як у місцевого населення, так і на сусідніх ринках.
На початку 17 століття місто було на деякий час резиденцією Станіслава Ревери Потоцького (1579—1667), який відновив зруйнований татарами костел.
З 1641 в Летичеві було постановлено встановити земські суди, а на збереження їхніх архівів староста повинен був надати будинок в замку.
На місто та повіт, крім татар, епізодично здійснювали набіги також левенці.
У часи повстання Богдана Хмельницького 1648—1657 років Летичів опинився в районі активної боротьби. Улітку 1648 року багато мешканців міста приєдналися до полків Максима Кривоноса, брали участь у Пилявецькій битві на боці Богдана Хмельницького. Місто переходило то під владу поляків, то під владу козаків. У 1664—1665 роках та у серпні-вересні 1655 року в місті відбувалися протипольські повстання. За ці роки втричі скоротилося населення Летичева, торгівля та виробництво занепали, голод та епідемії стали звичним явищем.
У 1672 році Летичів, як і все Поділля, захопили турецько-татарські війська. В Летичеві розташувався турецько-татарський гарнізон. За містом збереглась функція повітового центру, але було закрито усі християнські храми та синагоги, багато людей було вивезено на турецькі невільницькі ринки чи у яничари.
У 1699 році Летичів було повернуто до Польщі, до нього стали повертатися колишні мешканці, а також переселятися люди з інших країв (у тому числі і з Польщі).
У 1702 році в Україні розпочалось повстання Палія. Летичівські повстанці приєдналися до козаків Самійла Самуся. У січні 1703 року під Летичевом відбувся бій повстанців зі шляхетськими військами, повстанці у ньому зазнали поразки. Мешканці міста брали активну участь і у гайдамацьких повстаннях — у 1734, 1750, 1768 роках. 22 листопада 1777 року гайдамаки напали на Летичів та забрали з каси 96287 злотих і скарбових 13806 злотих.
У 1765 році Летичів згадується як процвітаюче місто. Люстрація 1765 року застала Летичівський замок в доброму стані, у ньому зберігалися всі міські архіви. Замок був оточений ровами та палісадом, зі сторони міста подвійним палісадом. В'їзд до замку був через міст. В'їзна брама за мостом була з дуба, при ній був будинок для жовнірів та в'язнів. Згодом летичівський архів за 1667—1776 роки, який складався з книг гродських та земських, перенесено до Києва. Окремою папкою в архіві були документи Летичівського магістрату за 1784—1798 роки.
18 листопада 1781 року через місто проїжджав Станіслав Август Понятовський, останній король Речі Посполитої. Для його зустрічі були зібрані мешканці міста.
В 1789 році старостою був Адам Казимир Чорторийський, у місті тоді було 137 християнських будинків, єврейських: в ринку 36 і затильних 39. На передмісті Замурному — 6 християнських будинків і на Заволоку — 47. Крім того, у місті знаходився замок, будинок суду, у місті були також добре впорядковані мости та переправи. Князь Чарторийський вибудував тут нову вежу, яка вигідно оздоблювала місто. Скарг на старосту тоді не було, міщани скаржилися лише на те, що в місці шинкарство і торгівлю прибрали до своїх рук євреї, впровадили різні оплати (мостове, торгове тощо), вони ж не допускали будування солодовні та броварень. Обов'язком війта було обороняти кордони та міщан і охорона королівських підданих від утисків старостів. До обов'язку міщан належало поправляти мости, за що королем їм було надано право збирати мостовий податок, поки керівництво замку не віддало мостове до оренди жидам, а обов'язок поправляти мости залишився на міщанах. Міські мури були значно поруйновані, жиди брали з них каміння на печі для винниць.
Різноманітним та насиченим було середньовічне релігійне життя міста: у Летичеві були єзуїти, свої школи відкривали василіяни, єврейська община мала свої синагоги та школи. Летичівський староста Ян Потоцький, за переказами, будучи кальвіністом, заборонив домініканцям поселятися в місті. Його дружина з Каменецьких дозволила їм поселитися в двох хатах, де вони мали з собою також чудотворну ікону.
Гетьман Микола Потоцький (1593—1651), летичівський староста, спровадив до Летичева домініканів, обіцяючи їм кошти з доходів староства, на що отримав підтвердження короля Владислава IV Вази в 1638 році. Домініканський костел був одним з найбагатшим на Поділлі. В ньому перебувало одночасно до 200 монахів. Костьол мав величезну бібліотеку, багато цінних речей та чудотворний образ, який славився більше ніж барський. Костел був оборонний, мав свої мури, оборонні вежі.
1606 р. — домініканські монахи, які з'явилися тут наприкінці XIV століття, привезли з Ватикану в місто ікону Пресвятої Діви Марії Богородиці, даровану папою Климентом VII (копія ікони з Базиліки Святого Петра у Ватикані); за брамою замку почалося будівництво домініканського монастиря. 1648–1652 років, під час повстання під проводом Богдана Хмельницького місто було атаковане багато разів і спалене. Домініканці встигли перенести ікону до Львова. 1722 року ікону повернено до монастиря. У 1778 році папа Пій VI коронує ікону як чудотворну.

### Подільська губернія

Пам'ятник Устиму Кармалюку

Внаслідок другого поділу Речі Посполитої 1793 року Летичів було приєднано до Російської імперії. Згодом російський цар Микола I наказав закрити домініканський монастир як неправославний.
8 квітня 1793 зібране духовенство та шляхта склали присягу на вірність Катерині II. В тому ж році Летичів був визначений повітовим містом Подільської губернії, наступного року отримав власний герб. В 1798 Павлом I було скасоване Летичівське біскупство та приєднане до Кам'янецького.
18 серпня 1795 Летичівське староство з 13 селами було дароване графу Моркову.
Пізніше староство було повернуте уряду.
У 1830-ті роки місто стало одним із центрів повстання, очолюваного Устимом Кармалюком, якого після смерті поховали в Летичеві.
Під час Листопадового повстання проти московитів 1831 шляхту та козаків Летичівського повіту зорганізував Еразм Добровольський.
Летичів налічував 1864 року 5500 мешканців, 3 православних церкви, 35 мурованих будинків. В 1872 році в Летичеві було близько 6000 мешканців.
Летичівський замок в свій час був величезним, але у 1872 році від нього залишилась лише одна вежа на подвір'ї костьолу та видно було залишки давніх мурів.
У 1884 році всіх мешканців було 9000: з них шляхти 345, духовенства — 48, решта — міщани та селяни. В місті знаходилося 2 муровані церкви і одна з дерева, один католицький костьол, оточений муром з цегли з брамами та стрільницями, каплиця на цвинтарі. В місті всіх будинків було 500, з них 30 мурованих. Окрім того в місті була телеграфна станція, синагога, 4 доми молитви, фабрика свічок, тютюнова фабрика. Всіх фабрик було 5, на них працював 41 робітник. Ремісників було 931. Ярмарки відбувались 9 квітня, 9 травня, 20 червня, 1 жовтня та 6 грудня.
У XIX столітті єврейське населення значно зросло — В 1897 році тут жило близько 4100 євреїв (60 % від усього населення). В 1882 році у Летичеві відбувся єврейський погром.

### XX століття
1905 року населення міста становило 9248 мешканців, тут було 908 будинків. У місті було 3 православних церкви, 1 римо-католицький костел та 7 єврейських молитовних шкіл. Діяли міністерське двокласне міське училище та 2 церковно-парафіяльні школи. У місті розташовувались повітове поліцейське управління, казначейство, з'їзд мирових суддів, повітова управа у справах земського господарства, управління військового начальника, поштово-телеграфна контора, повітова по військовій повинності присутність, дворянська опіка, канцелярія предводителя дворянства, камери мирового судді та судового слідчого 1 дільниці, канцелярія судового пристава 1 дільниці, міська лікарня та при ній приймальний покій, споживче товариство, податний інспектор, міська управа, сирітський суд, міщанський староста та казенний винний очисний склад.
Діяли броварня, водяний млин, працювала аптек, діяли 3 аптечних склади. Діяла книгарня. Було 11 заїжджих дворів. Тричі на рік: 20 червня, 10 жовтня та 6 грудня відбувалися ярмарки. Базари відбувалися по неділях та четвергах щодватижні.
Напередодні Першої світової війни у місті мешкало 10,5 тисяч жителів та було близько 800 будинків, здебільшого із саману. Працювало 35 підприємств, найбільшими з яких були гільзова та тютюнові фабрики, цегельний, пивоварний та миловарний заводи, кар'єр будівельного каменю, три млини. Крім того, працювала аптека, земська лікарня на 20 ліжок, учительська семінарія, церковнопарафіяльні школи, однокласне училище. Працювало також 14 трактирів та 2 тюрми.
На початку Першої світової війни у місті перебували тилові частини військ Південно-Західного фронту. Більшість дорослого чоловічого населення було мобілізовано на війну. Летичів якийсь час був під угорською і німецькою окупацією.

### Визвольні змагання,Українська Народна Республіка
Після Лютневої революції 1917 року у березні встановилася влада Української Народної Республіки. Діяли органи Тимчасового уряду. Але в цьому ж місяці, з опором на військові частини, була обрана пробільшовицька Рада робітничих і селянських депутатів. Двовладдя тривало до жовтня 1917 року і супроводжувалося численними грабунками з боку солдатів та селян.
7 (20) листопада 1917 року, відповідно до Третього Універсалу Української Центральної Ради, увійшло до складу Української Народної Республіки.
23 листопада всю владу захопила Рада робітничих і селянських депутатів, яку протримала до встановлення влади Української Держави гетьмана Скоропадського. На початку листопада 1918 року Летичів захопили пробільшовицькі партизани і оголосили цю територію Летичівською радянською республікою, яка проіснувала до початку січня 1919 року. У січні-лютому в місті була влада Директорії, з кінця лютого по червень владу знову захопили червоні, протягом червня-вересня — знову Директорія; зокрема, на початку серпня 1919 року силами Сьомої Львівської бригади Української Галицької Армії спільно з повстанцями полковника Висоцького місто було визволене від російсько-більшовицьких окупантів) . У жовтні владу захопили денікінці, після яких знову до влади повернулась Директорія. 16 січня 1920 року місто захопили більшовики, 25 квітня — поляки, 6 липня — частини 14-ї армії більшовиків, на початку жовтня — війська УНР. 15 листопада червоні полки остаточно захопили владу у Летичеві. Внаслідок всіх цих бойових дій населення міста зазнало значних втрат — як людських, так і матеріальних.

### Радянський період
Протягом 1921—1923 років летичівський край опинився в епіцентрі антибільшовицьких повстань. Очолив підпільний фронт український патріот Яків Гальчевський. У своїй книзі «Проти червоних окупантів» Гальчевський так описує побачене в летичівському відділку більшовицького ГПУ-НКВС:
|  | В одній кімнаті була "мордовня". На цементовій долівці крови, як у різні: стік крови провадить рівчаком у кут — на стінах плями крови, присохлого мозку. Всюди валяються шматки волосся зі шкірою, шкіри з вирваним м'ясом, зуби, сухі очі, видовбані загостреними чайними ложечками, повиривані нігті, повиломлювані пальці, обрізані вуха, носи. Є тут кілька крісел і табуретів, стоїть один столик у куті, а більший під стіною. На стінах знаки від револьверових куль. |

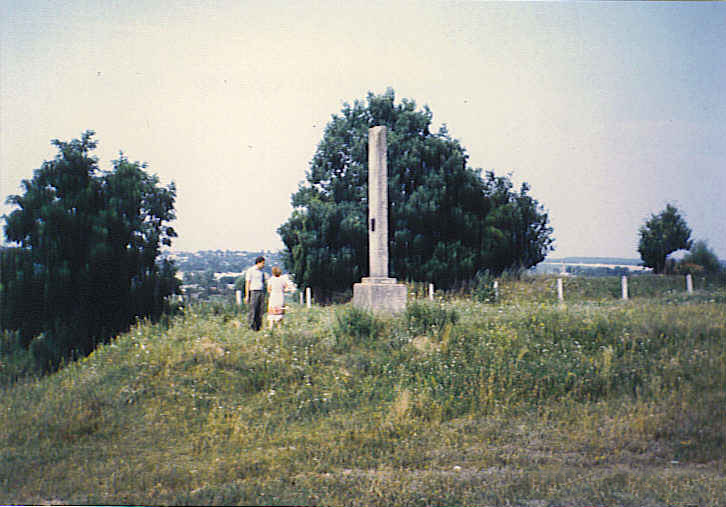
Пам'ятний знак на місці страти євреїв

У 1923 році Летичів став районним центром, наступного року отримав статус селища міського типу. Не обминула Летичів насильницька колективізація, голодомор та сталінський терор 1937—1938 років.
Після початку німецько-радянської війни 17 липня 1941 року селище було окуповане німецькими військами. Вони влаштували єврейське гетто, а у замку концтабір, де тримали євреїв міста. Наприкінці 1942 року біля передмістя Залетичівки було вбито близько 7200 мешканців гетто. 23 березня 1944 року Летичів звільнений військами Другого Українського фронту радянської армії.
Розпочалась повоєнна відбудова господарства, і ще до початку 1950-х років економіка селища досягла довоєнного рівня.

### Період відновлення Української державності
На Всеукраїнському референдумі 1991 року летичівці підтримали утворення незалежної держави Україна.

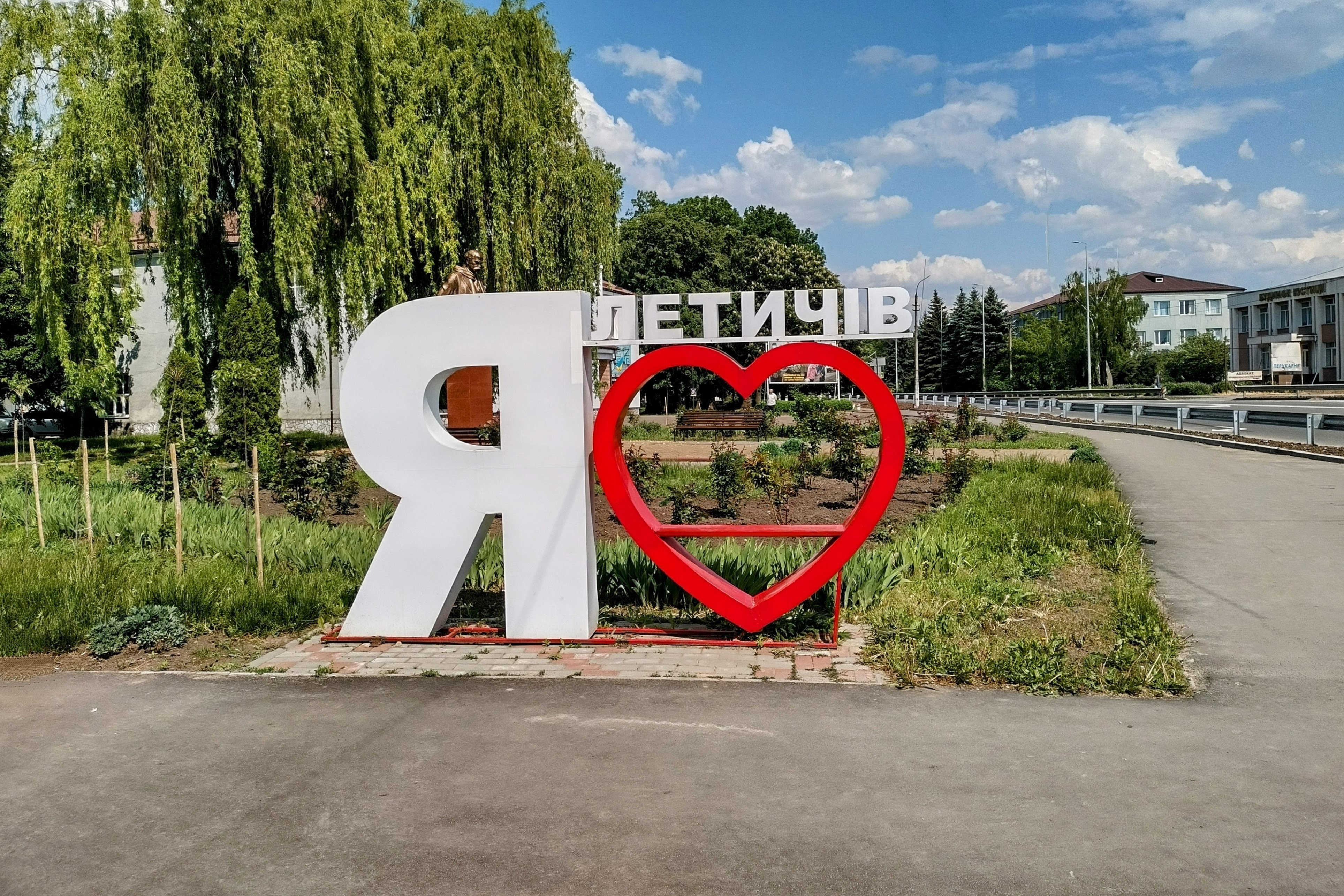
Арт-об'єкт «Я кохаю Летичів»

### XXI століття
У XXI столітті підприємства селища перейшли на ринкові засади праці, стали нарощувати темпи виробництва. Це, зокрема, ВО «Маслозавод», ТОВ «Летичівська меблева фабрика», Летичівське спеціалізоване лісогосподарське підприємство, інші заклади. Працює низка приватних підприємств.
Летичів включає місцевості місцевості та колишні села — Пукасівка, Залетичівка, Завовк, Ресора, Щедрова.

## Населення
Кількість населення Летичева наприкінці XIX ст. і на початку XXI ст. є майже однаковою. До початку Першої світової війни в Летичеві поруч жили і працювали представники трьох народів: євреї, поляки та українці. Євреї займалися в основному торгівлею, посередництвом, ремеслом, утримували заклади громадського харчування тощо. Вони об'єднувалися навколо синагог і релігійних шкіл, активно підтримували сиріт та зубожілих або старих членів громади.
Серед поляків (католиків за віросповіданням), був значним відсоток тих, хто зараховував себе до шляхти за походженням, навіть не будучи внесеним до Дворянської Родовідної Книги. Поляки, добре пам'ятаючи про свою роль в управлінні Поділлям до його приєднання до Російської Імперії, протягом XIX ст. залишалися особисто вільними, на відміну від більшості мешканців навколишніх українських сіл, кріпаків та їх нащадків. Серед поляків залишалася досить великою частка власників землі, достатньої для безбідного існування. Їхнє громадське життя проходило навколо костьолу. З часом, протягом XX ст., коли значення релігії було насильно зменшене радянською владою, поляки Летичева забули свою рідну мову і частково українізувалися, беручи шлюб з українцями.
Під час Другої світової війни єврейська громада була знищена, а ті хто повернувся після окупації, складали невелику кількість родин. У 80-х роках всі вони виїхали за межі держави або до великих міст України.
Протягом XX століття склад українського і польського населення Летичева значно змінився і зараз частка тих, чиї предки проживали в Летичеві на початку XX століття є досить незначною. Предки основної кількості мешканців Летичева походять з навколишніх сіл і сусідніх районів Хмельницької області та інших областей України. І за Радянської влади, і за часів незалежності від покоління до покоління часто повторюється таке: батьки з села переселяються в Летичів, їхні діти закінчують в ньому школу, а потім виїжджають на навчання чи в пошуках роботи до великих міст і більше не повертаються до Летичева. Останніми роками багато мешканців Летичева виїхали в країни ЄС. Місце тих, хто виїхали знову займають вихідці з сіл. Тому кількість жителів багатьох сіл району впала, а деякі з них зовсім знелюднилися.
Населення Летичева у 2011 році становило 10 577 осіб.

### Мова
Розподіл населення за рідною мовою за даними перепису 2001 року:
| Мова       | Відсоток |
| ---------- | -------- |
| українська | 97,44 %  |
| російська  | 2,03 %   |
| інші       | 0,53 %   |

## Релігія

### Православ'я
- Церква Успіння Богородиці ПЦУ[8]
- Церква Святого Михаїла УПЦ (МП)[9]
- Церква Святого Миколая (колишня, згоріла 1854)
- Церква Всіх Святих (каплиця на кладовищі) УПЦ (МП)
- Церква Святого Юрія Переможця ПЦУ (збудована 20 жовтня 2019 року)

### Римо-католицька
- Санктуарій Летичівської Борогодиці

### Протестантизм
- Церква адвентистів сьомого дня
- Церква Святої Трійці — церква християн віри Євангельської

## Освіта
- Летичівський НВК №1
- Летичівська ЗОШ №2

## Пам'ятки
- Летичівський замок (~1598)
- Домініканський оборонний костел з кляштором (1606)
- Михайлівська церква (Летичів) (~ 16 ст.)

## Природоохоронні об'єкти
- Долина (заказник)
- Щедрівський заказник
- Летичівська (пам'ятка природи) (парк)
- Модрина європейська (пам'ятка природи)
- Старий ясен (пам'ятка природи)

## Цікаві факти

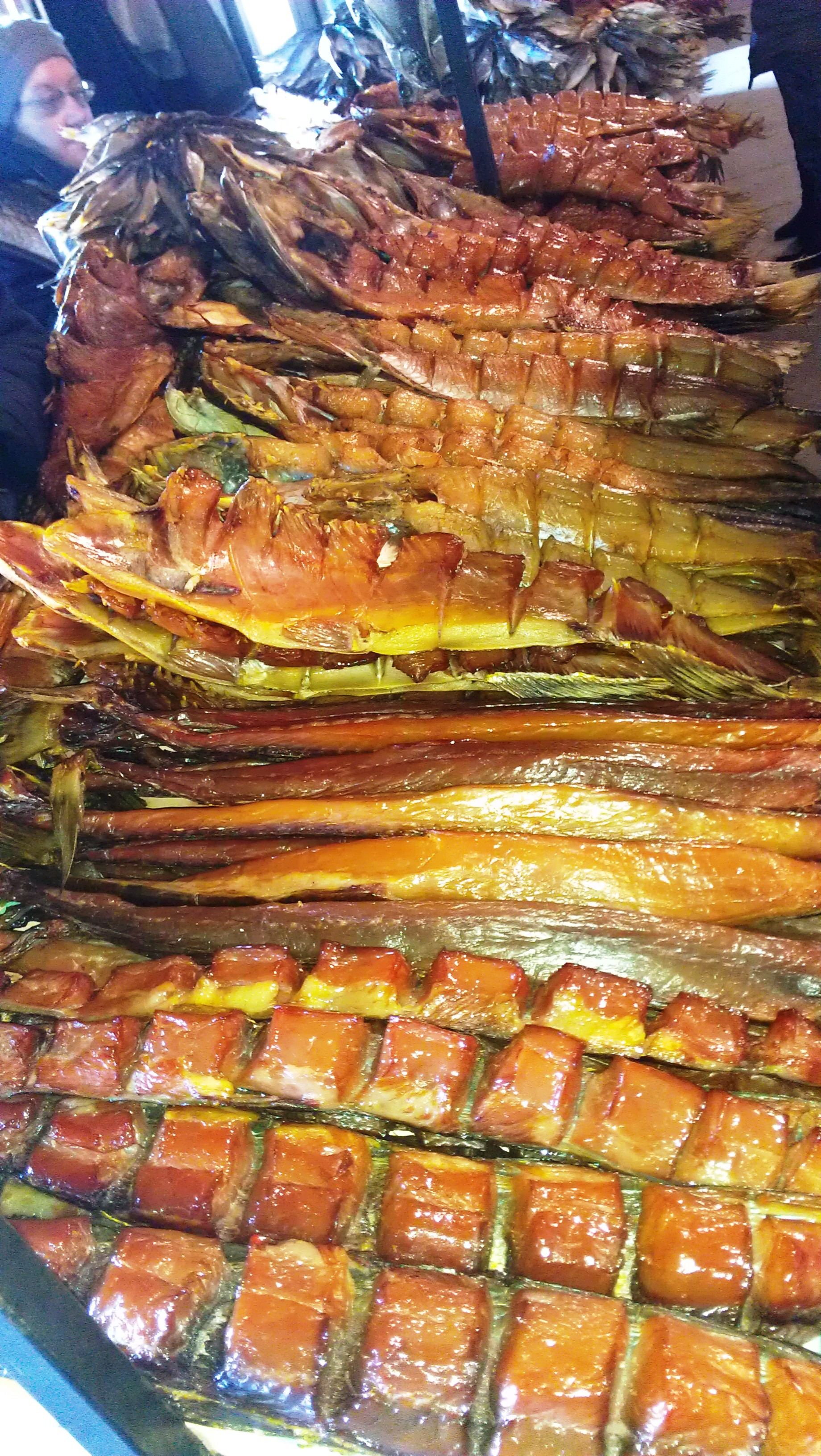
Рибний ринок у Летичеві. 2013 рік.

- Рибний ринок Летичева відомий далеко за межами Хмельницької області. Продається на ньому переважно риба, вирощена та виловлена у великих ставках навколо селища.
- Селище відоме своїми коронними стравами — оселедець по-летичівськи[10] (простий український короп перетворюється у вишуканого і все дорожчого з кожним днем норвезького оселедця) та короп в овочах по-летичівськи (короп, затушений в сметані з овочами).

## Відомі люди
- Устим Кармалюк — похований на летичівському кладовищі. У 1974 році у центрі селища на постаменті-валуні встановлено 10-метровий бронзовий пам'ятник народному меснику.
- У Летичеві народився художник Микола Бурачек.
- В жовтні 1846 року Летичів відвідав Т.Г. Шевченко. Про це він згадує в повісті «Прогулянка із задоволенням і не без моралі» та в творі «Варнак».
- У 1845 році, при спробі втечі з російського заслання, до Летичева потрапив видатний український інженер і учасник визвольних воєн у Південній Америці Михайло Скибицький. Його заарештували в місті та ув’язнили у Летичівській в’язниці, де він перебував під суворим наглядом. Скибицький, знаний у Латинській Америці як Мігель Роля, був автором першого в історії інженерного проєкту Панамського каналу. Помер у Летичеві у 1847 році, завершивши життя в неволі.
- В 1854 році, по дорозі в Крим, побував в Летичеві письменник Лев Толстой. Він прожив тут більше місяця, написав оповідання «Рубка леса».
- Також існує припущення, що Летичів відвідував Оноре де Бальзак.
- З Летичівщиною повязане імя всесвітньовідомого агронома і вченого Івана Євгенійовича Овсінського, засновника системи нульового обробітку ґрунту відомої як No-Till — сучасної системи землеробства за якої не проводять оранку, а поверхня землі вкривається шаром спеціально подрібнених залишків рослин. Автор книги "Нова система землеробства". У 1900-х роках працював у Летичеві агрономом повітового земства, заснував у с.Кальні Деражні, де проживав, помологічну станцію садівництва. Популяризував вирощування сої як перспективної культури. Оскільки Поділля входило до складу Російської імперії - росіяни вважають вченого "своїм" і навіть під брендом "Иван Овсинский" випускають сьогодні органічні добрива.
- Дутов Володимир Миколайович[ru]  (19 лютого 1907 — 13 березня 1991) — радянський військовий фінансист, генерал-полковник
- У Летичеві жив поет Антон Шашкевич.
- Бондар Олександр Васильович — український воїн.
- Микола Сергійович Осликовський — радянський військовий діяч, генерал-лейтенант (13 листопада 1943 року). Герой Радянського Союзу (29 травня 1945 року).
- Тихон Антонович Коцюбинський (1907—1973) — учасник польського походу РСЧА, радянсько-фінської та Великої Вітчизняної воєн, Герой Радянського Союзу (1940).
- Олександр Васильович Багрій- літературознавець, історик російської та української літератури, бібліограф
- Веденський Михайло Васильович — громадський діяч, військовий, начальник інформаційного відділу Військового міністерства Центральної Ради, секретар Військової ради ЦР, начальник загальної управи Військового міністерства уряду УНР, сотник Армії УНР.
- Вержбицький Григорій Опанасович — генерал-лейтенант, значний діяч Білого руху в Сибіру.
- Смолінський (Димінський) Леонід Денисович (1964—2014) — офіцер Збройних сил України, боєць Добровольчого корпусу «Правого Сектора».
- Користін Олександр Євгенійович (* 1964) — український правник.
- Куденський Євген Михайлович — козак технічної сотні 4-ї Київської дивізії Армії УНР, Герой Другого Зимового походу
- Невахович Лев Миколайович — російський фінансист, письменник, перекладач.
- Йосип Ойстахер — один із найвпливовіших гангстерів «другого ряду» в США ХХ століття.
- Осліковська Олена Сергіївна (1896—1990) — українська письменниця, прозаїк, публіцист, кандидат економічних наук, Почесна громадянка міста Летичева.
- Баґсі Сигел — відомий у 30-х та 40-х роках американський гангстер. Його батьки емігрували з Летичева до США.
- Моргуліс Наум Давидович — український фізик радянських часів.
- Ірина Борисівна Гурвіч — радянський і український режисер-мультиплікатор, сценарист. Заслужений діяч мистецтв УРСР (1973).
- Цімерман Моріс — видатний американський комерсант.
- Шміґельський Іван Йосифович (1879—1919) — правник, військовик, офіцер австро-угорської армії, старшина Української Галицької Армії. Помер 1919 року в шпиталі у Летичеві.
- Михальський Євген Йосипович — видатний поет мовою есперанто, діяч робітничого руху есперантистів.
- Шірпал Леонід Вікторович — український офіцер, майор Державної прикордонної служби України. Загинув у ході російсько-української війни.
- Савіцький Юрій Миколайович — український солдат Збройних сил. Загинув у ході російсько-української війни.
- Непийвода Анатолій Леонтійович (1942—2024) - український офіцер, підполковник, військком Летичева, очільник Летичівської районної організації ветеранів.

## Галерея

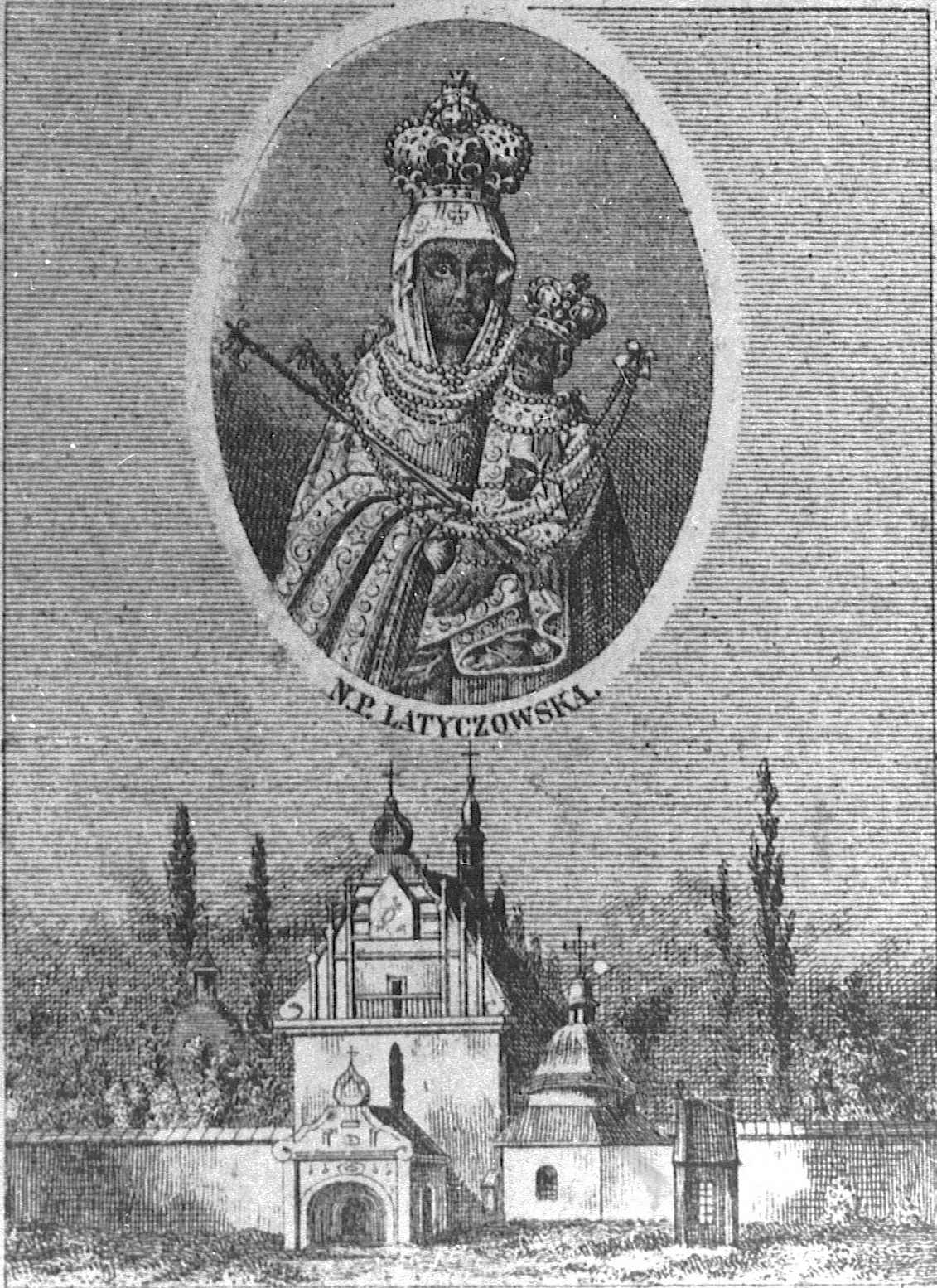
Успенська церква
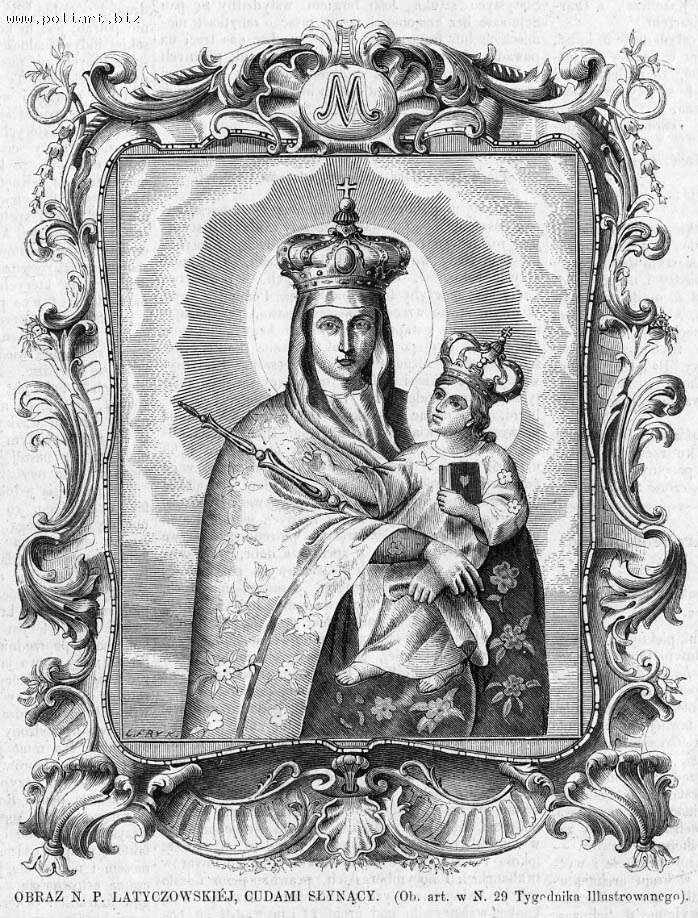
Чудотворний образ Богородиці з Летичева
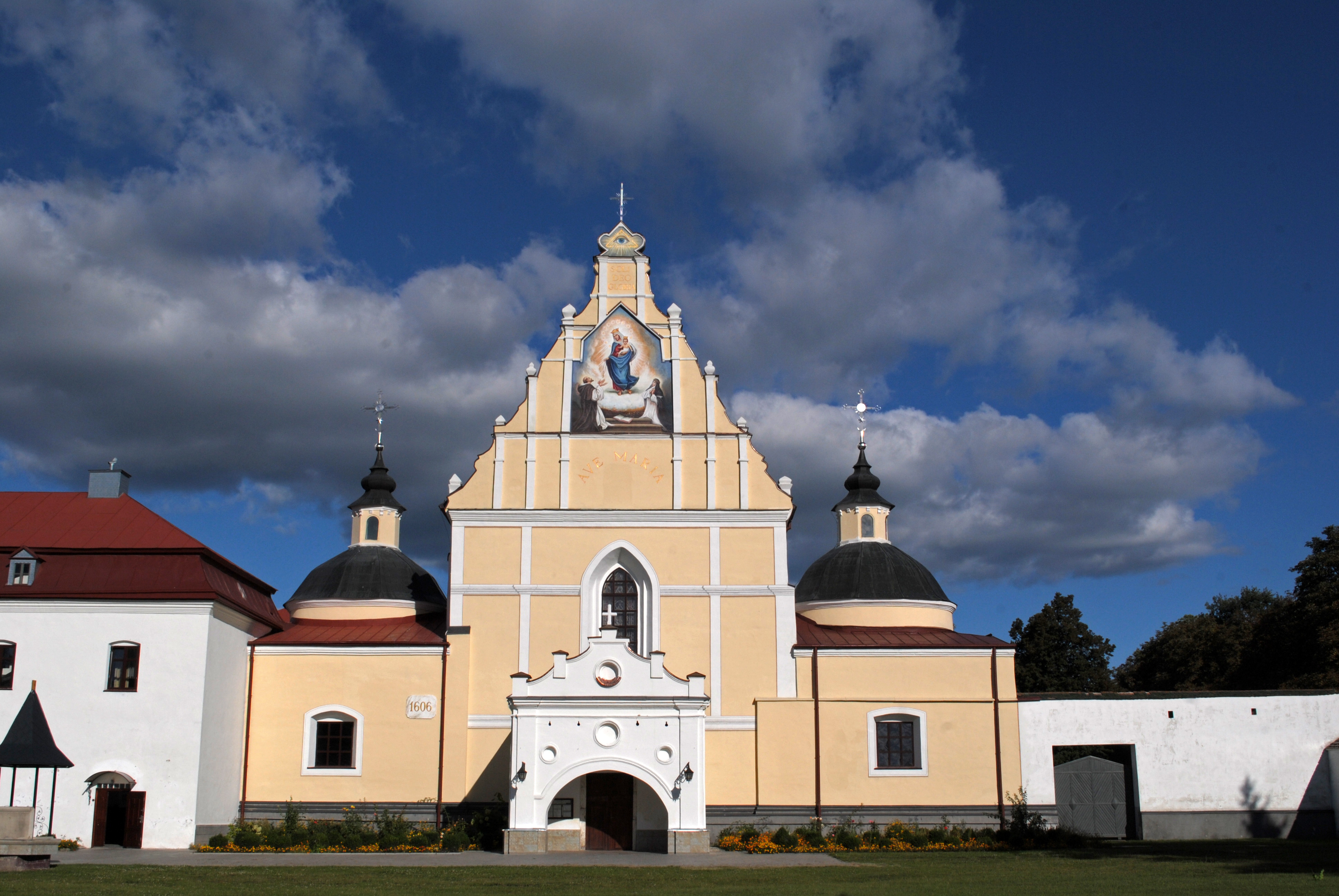
Домініканський монастир
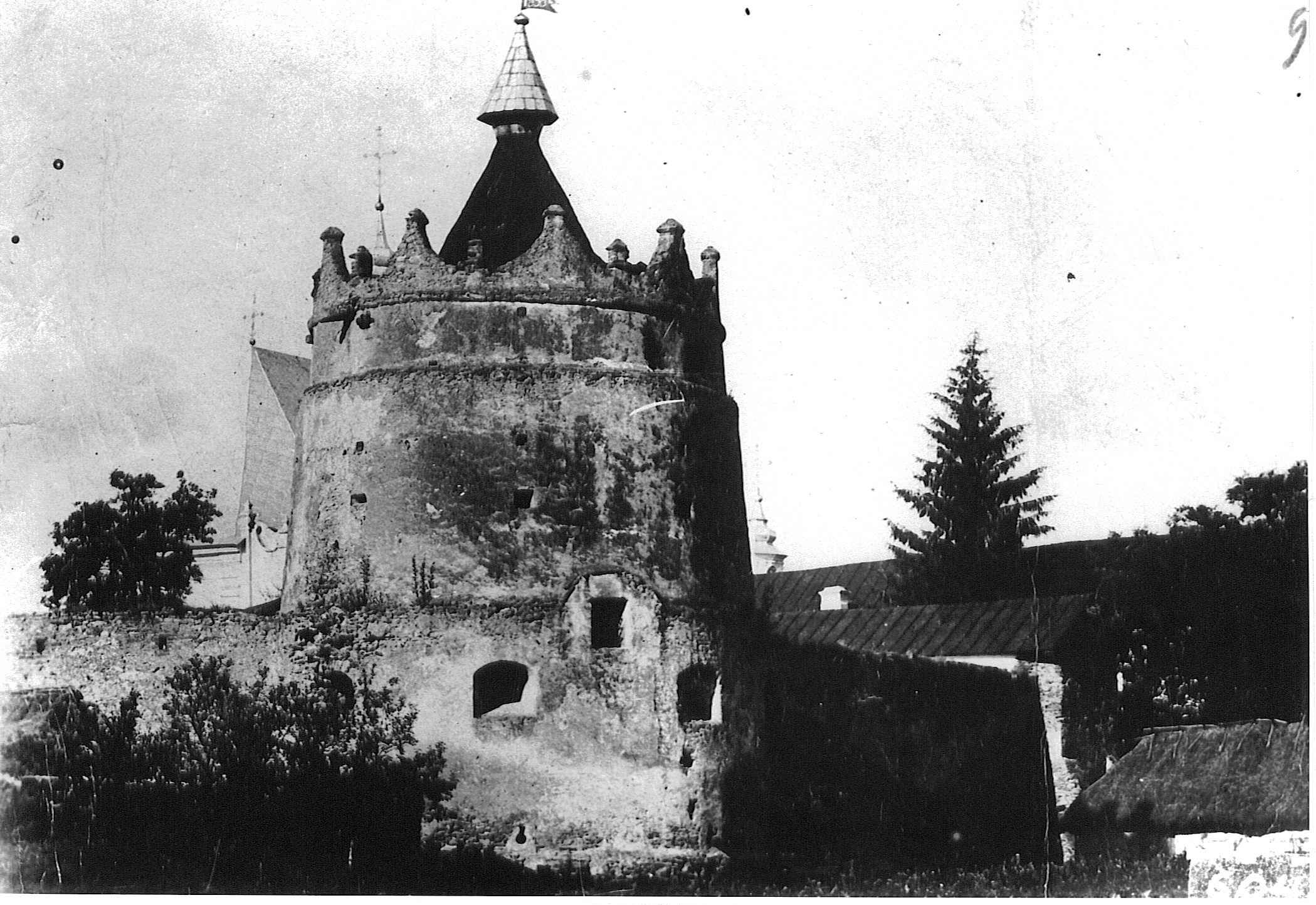
Летичівський замок (1917)
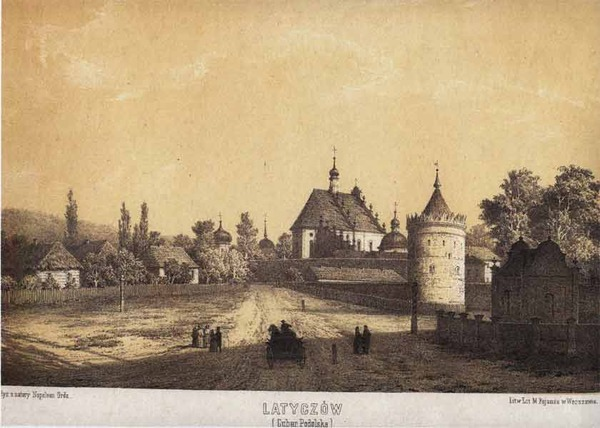
Зображення Летичева, Наполеон Орда
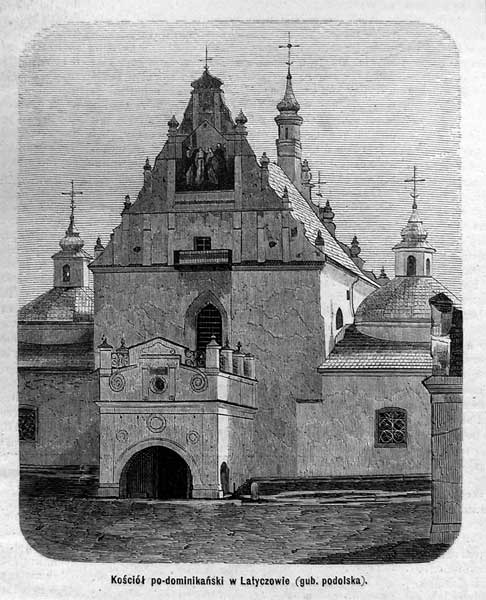
Домініканський костел. Гравюра ХІХ ст.
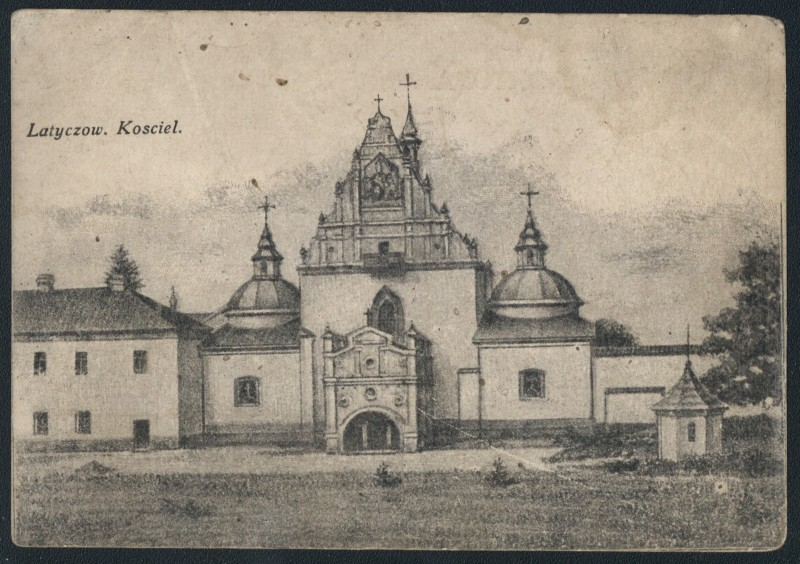
Костел. Листівка початку ХХ ст.
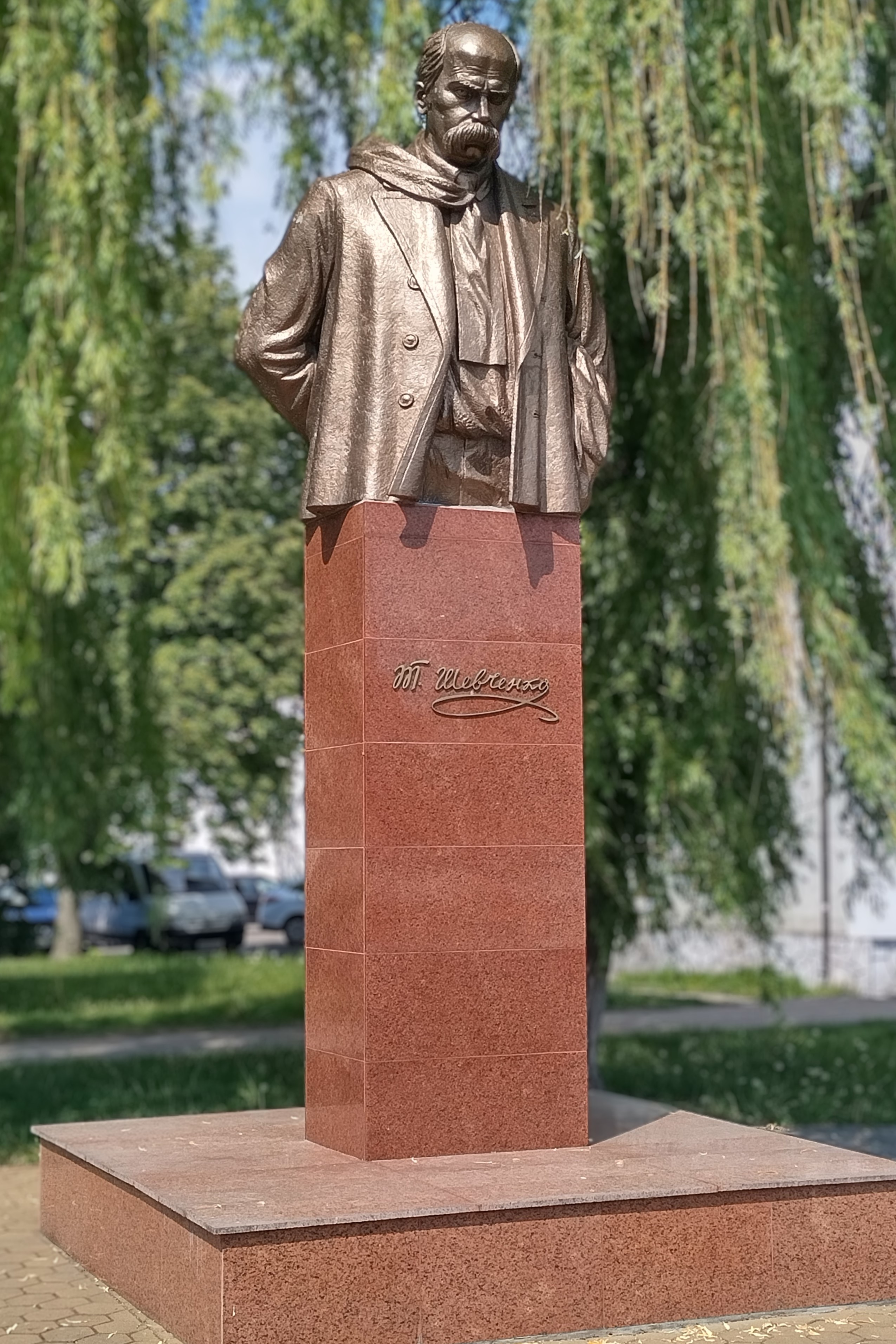
Пам'ятник Тарасу Шевченку
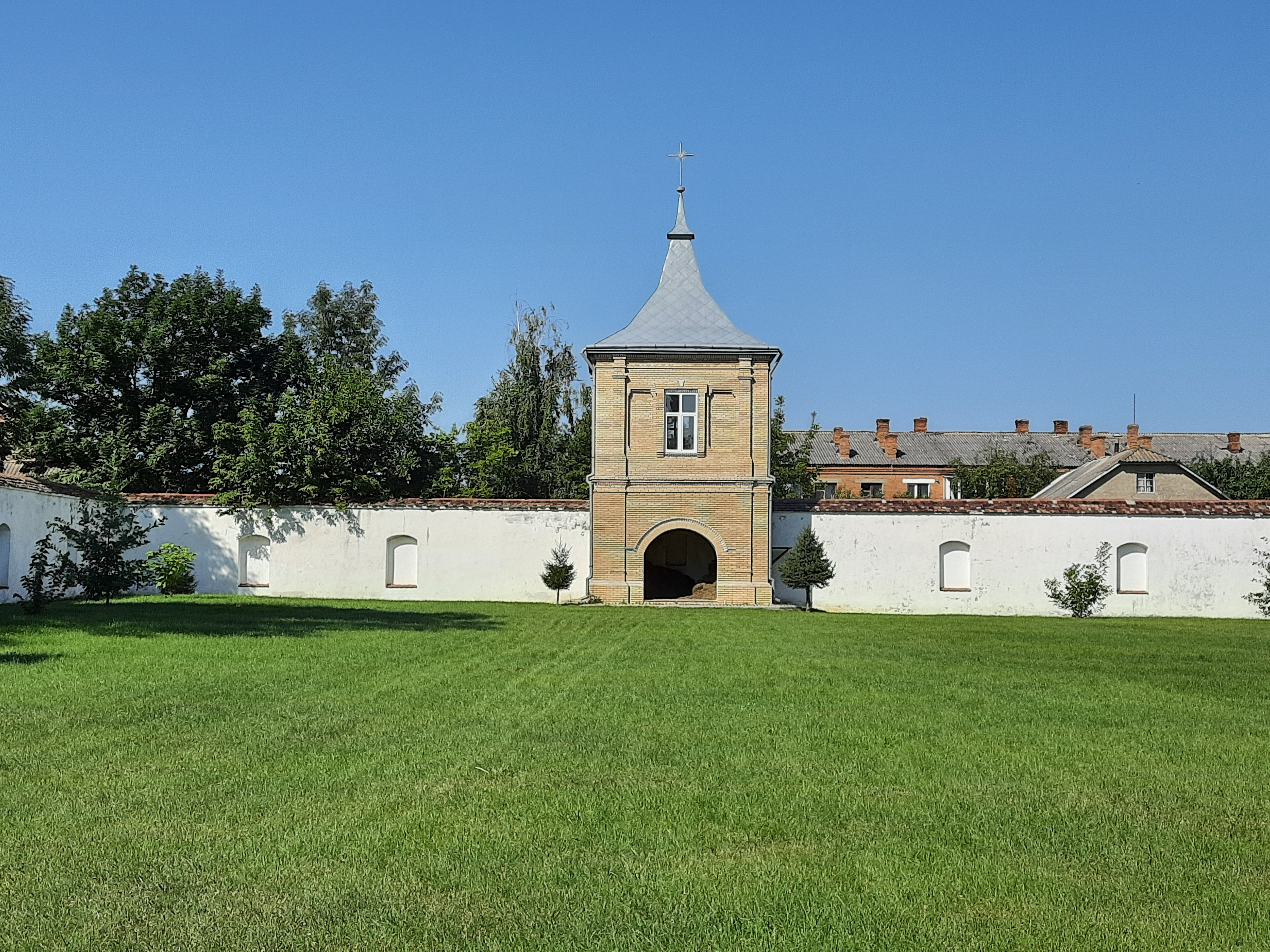
Комплекс замку i домініканського монастиря
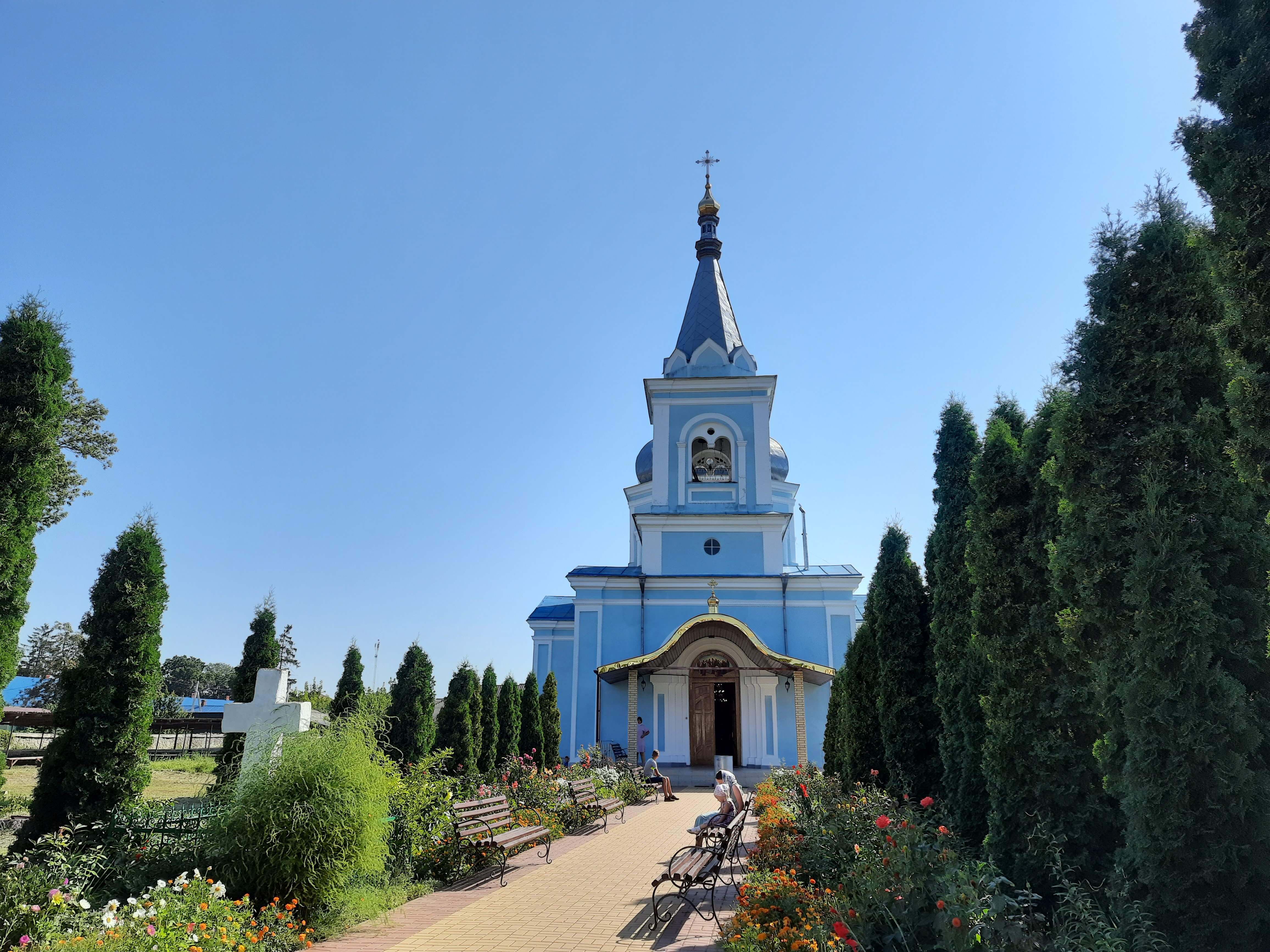
Успенська церква
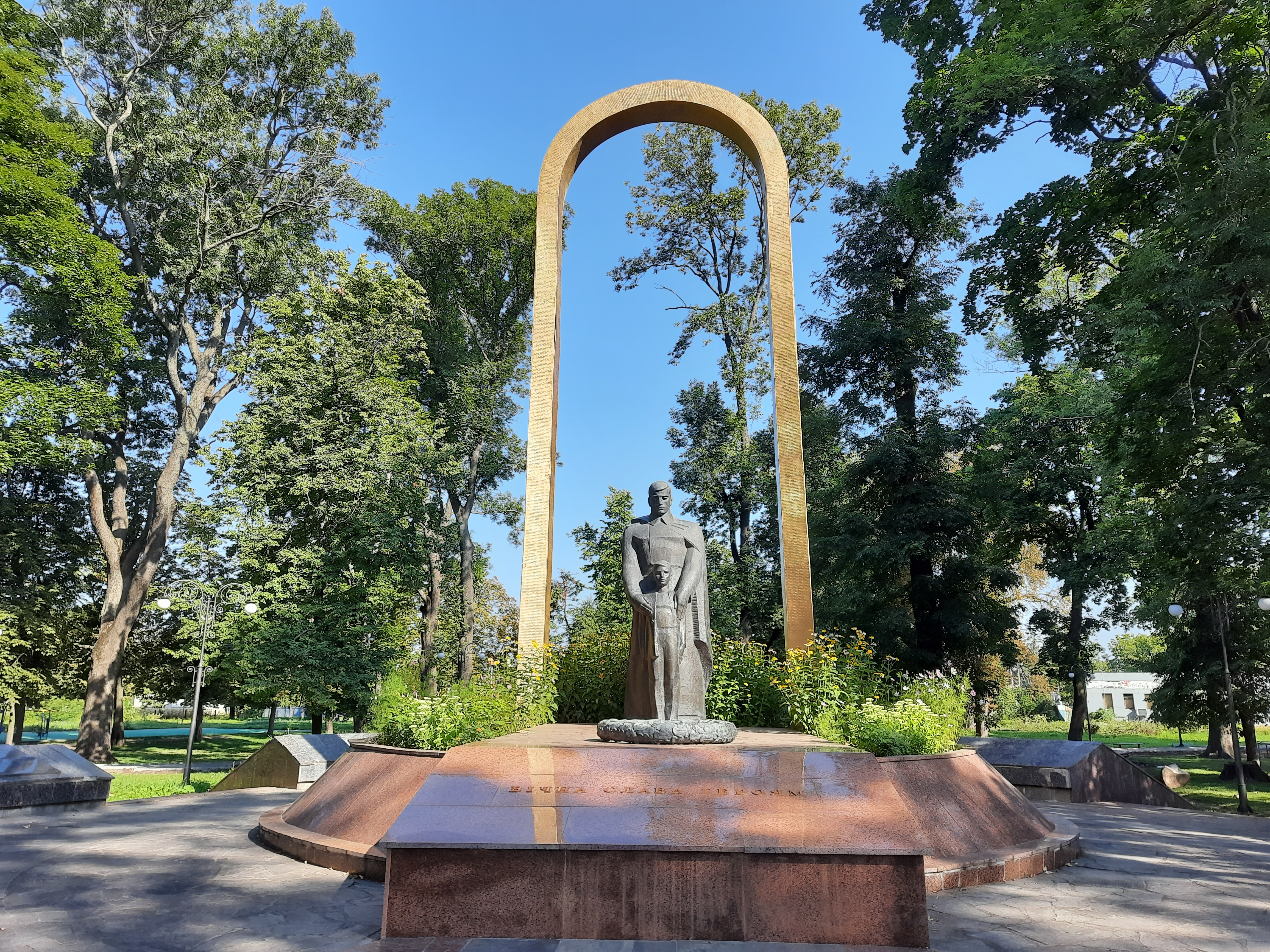
Пам'ятний знак на честь воїнів-земляків
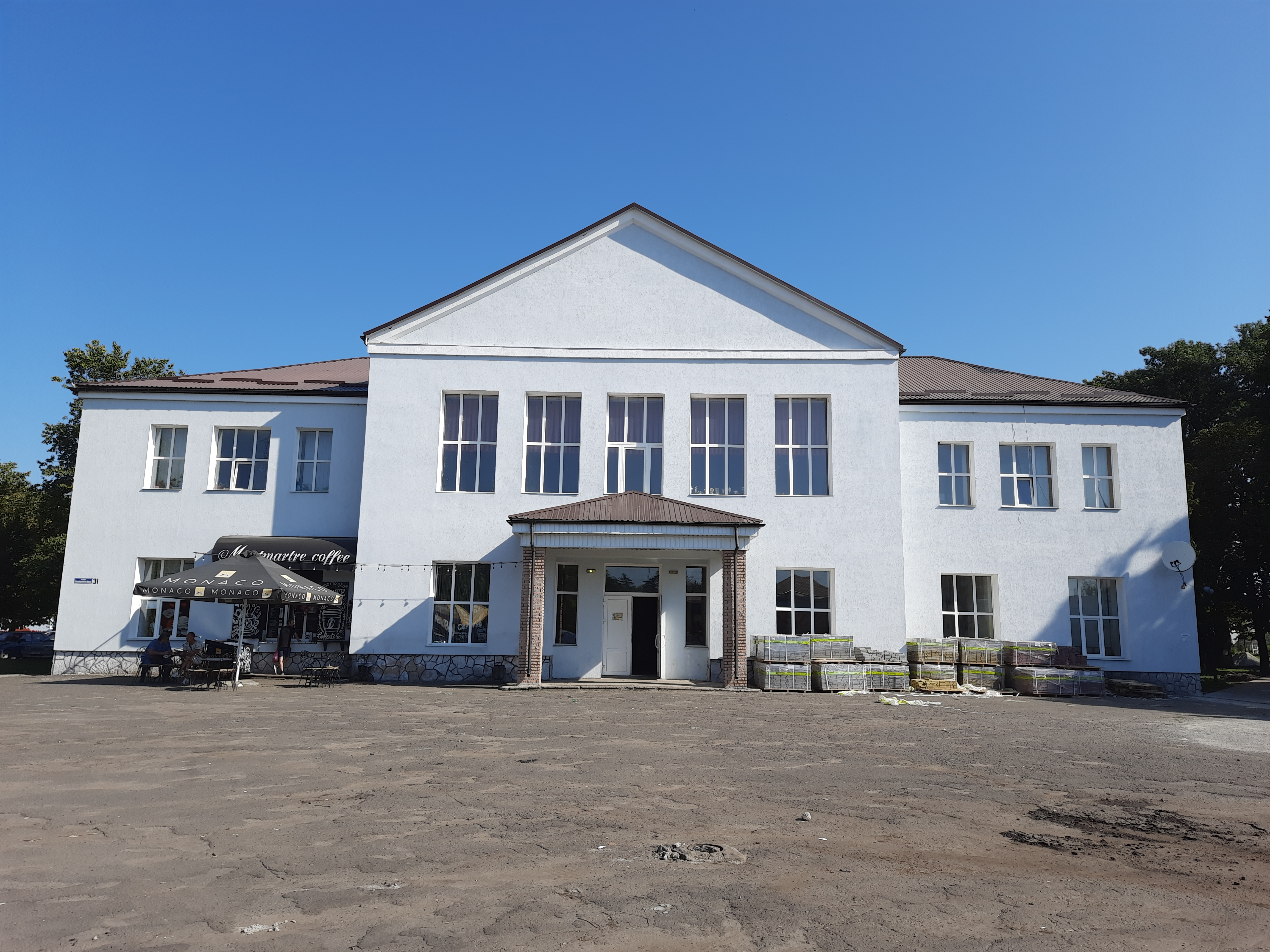
Будинок культури
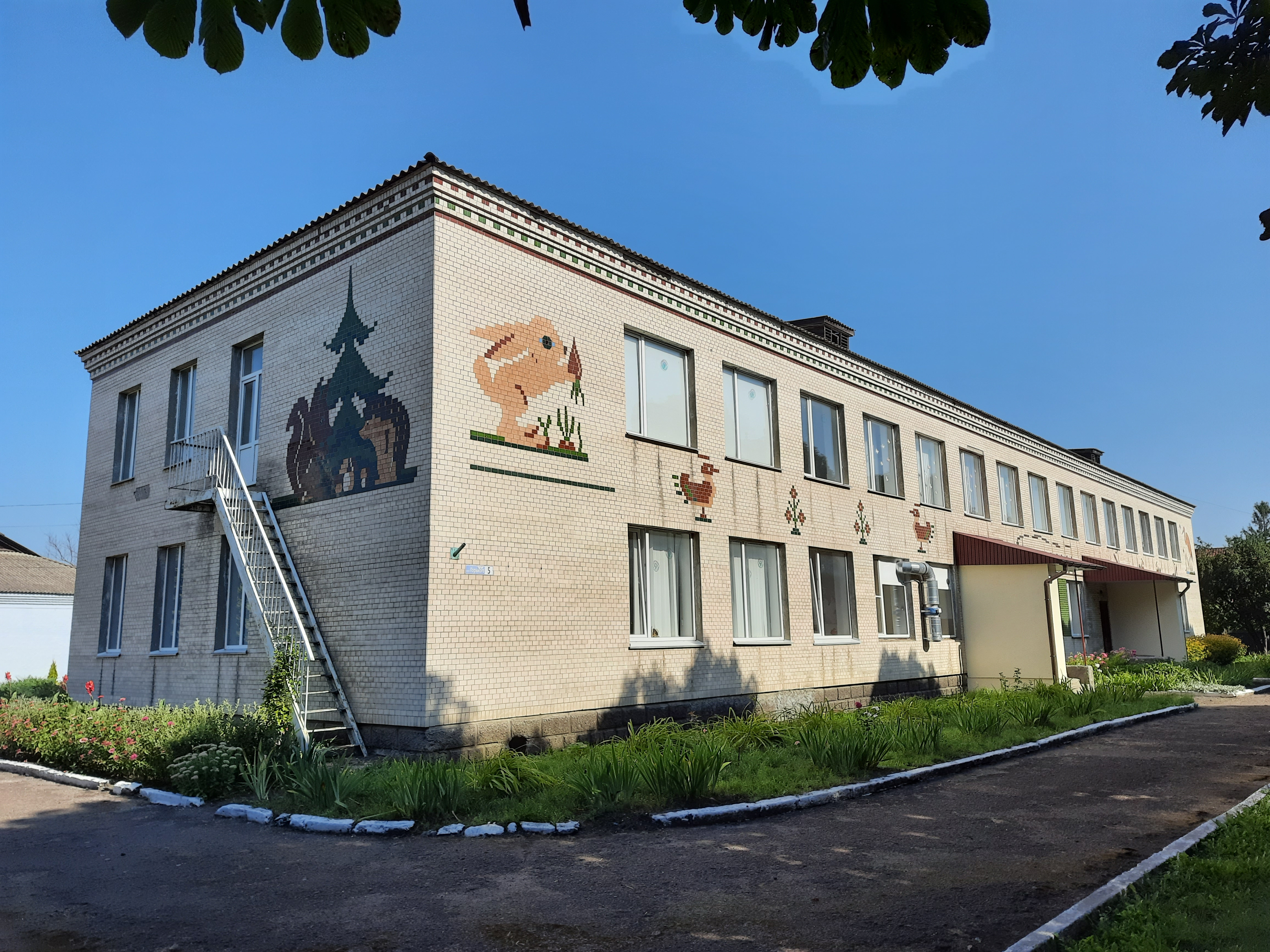
Дитячий садок
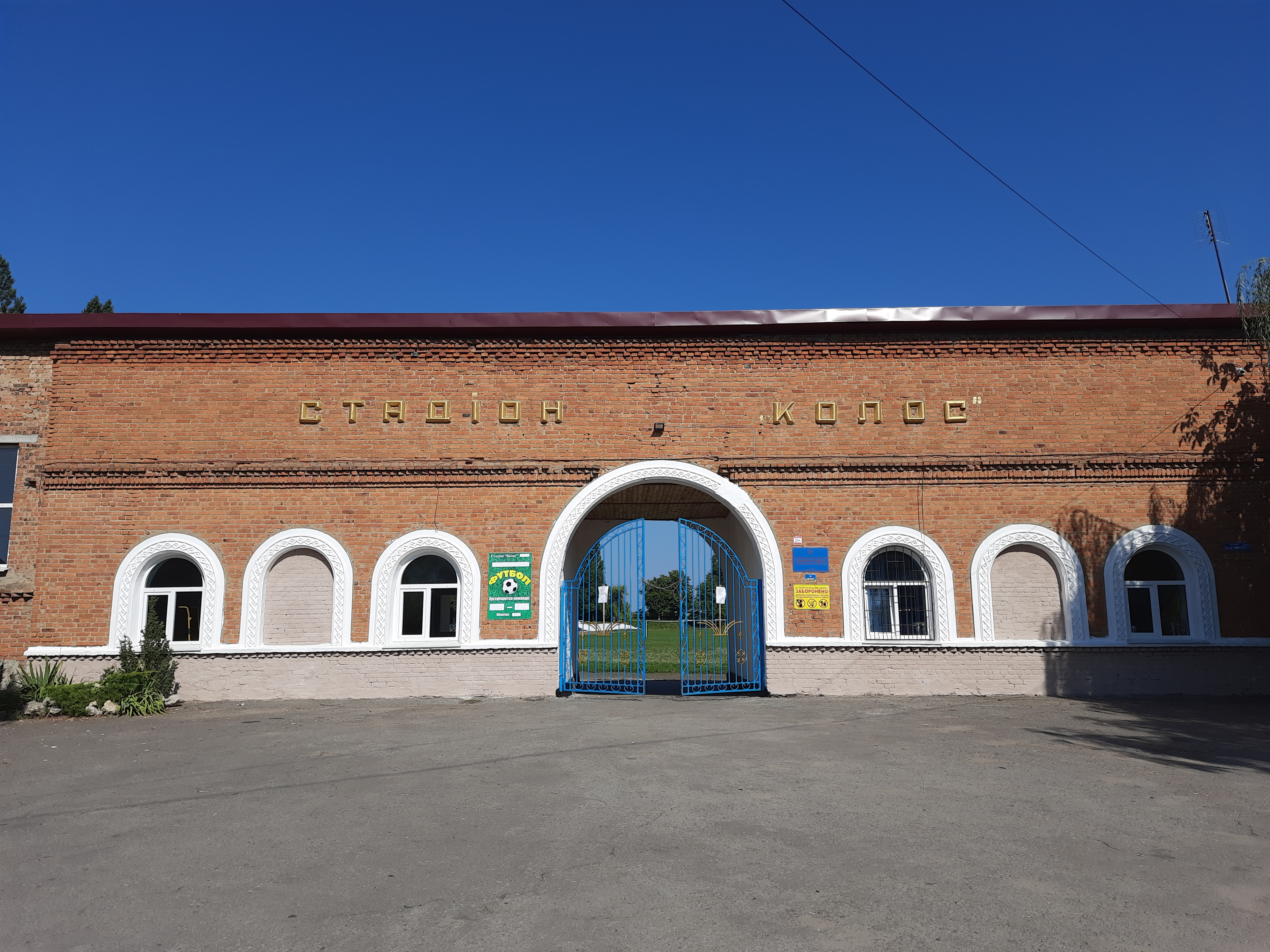
Стадіон "Колос"
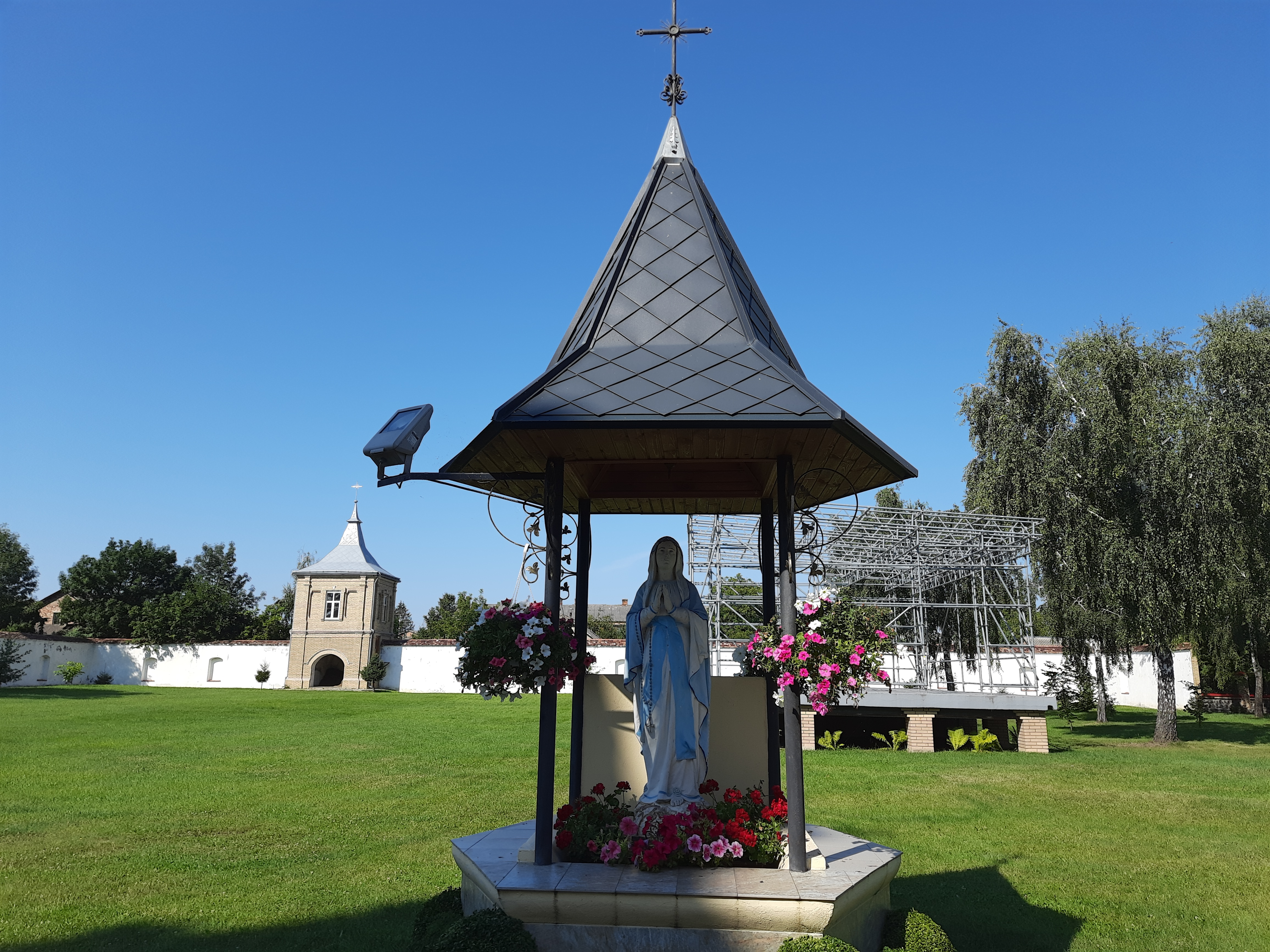
Статуя Божої Матері
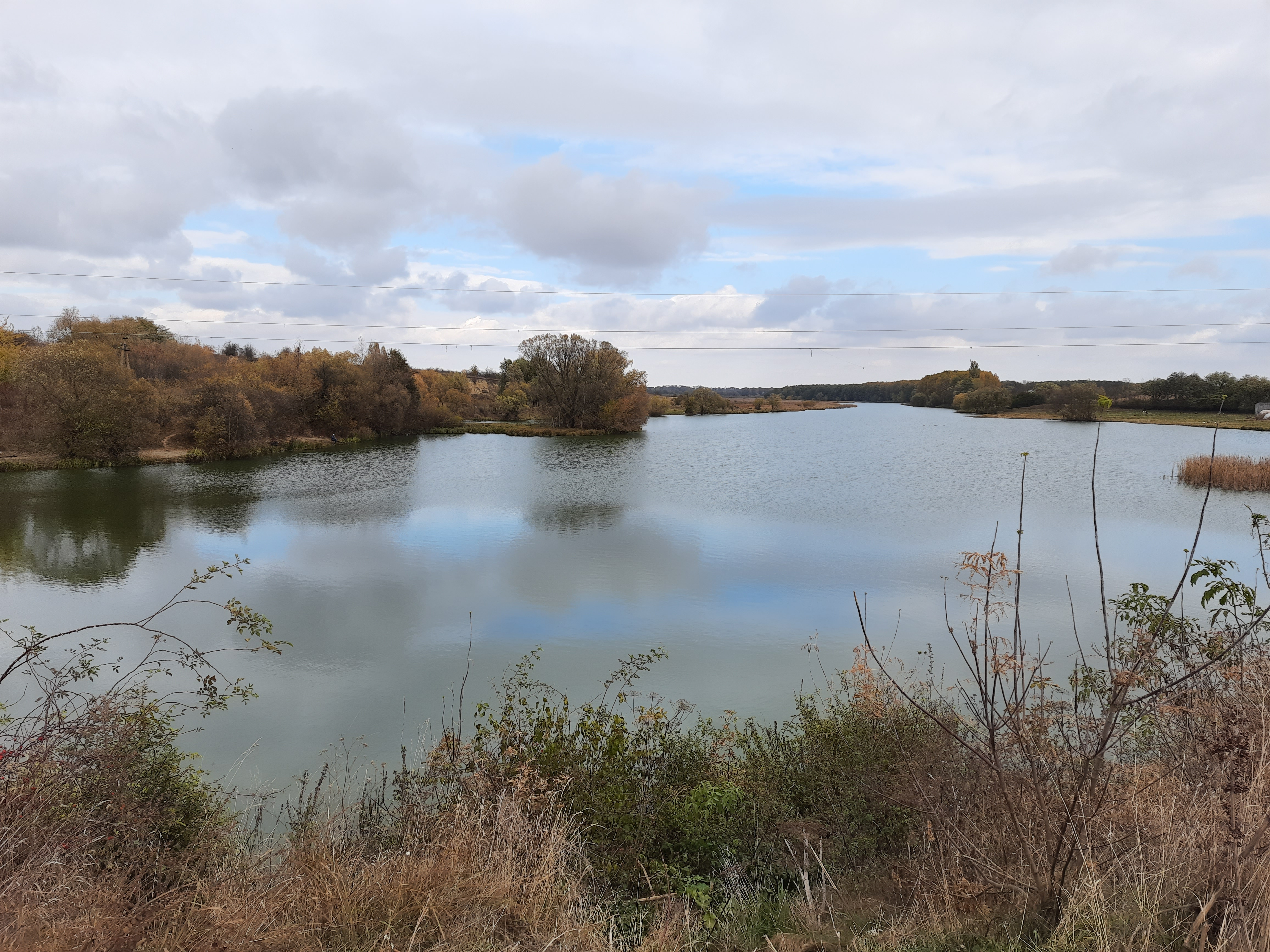
Краєвид біля міста